# Rơ Chăm Phiang
Rơ Chăm Phiang conocida también como Rơ Chăm Pheng (nacida en 1960 en Duc Co, provincia de Gia Lai). Es una cantante y catedrática universitaria del arte militar vietnamita, se graduó en técnicas de canto en Hanói en el Conservatorio de Música y ganó una beca de formación para el Conservatorio Chaikovski en la ex Unión Soviética. Ro Cham Phiang ha participado en muchos concursos de canto y fue ganadora de una medalla de oro a nivel nacional (1980-1992). Sus temas musicales le inspiraba a la gente de tierras altas, como sus canciones dedicados al amor.

## Temas Musicales
- Bóng cây Kơ-nia của Phan Huỳnh Điểu
- Bài ca hy vọng của Văn Ký
- Cánh chim báo tin vui của Đàm Thanh
- Tháng ba Tây Nguyên của Văn Thắng
- Lời ru trên nương của Trần Hoàn